# Джерсейская (порода коров)
Джерсе́йская поро́да — относится к мелким породам коров молочного направления с высотой в холке 120 см. Одна из самых старых и жирномолочных культурных пород. Жирность молока — до 6 % и более, молоко желтоватое с крупными жировыми шариками. Расход кормов на литр молока лишь 0,8 кормовой единицы.
Ещё совсем недавно неизвестная в России джерсейская порода занимает сегодня по численности 2‑е место в мире после голштинской породы, причём её популяция стремительно растёт из-за того, что при меньших потребностях в жизненном пространстве, меньшем потреблении корма (более низких затратах на кормление, составляющих 60 % себестоимости молока), джерсейская порода показывает конверсию корма на 30 % превосходящую голштинскую породу, а её молоко ценится как минимум на 20 % выше молока других пород.

## История выведения и особенности породы
Джерсейская порода выведена в Англии на острове Джерси путём улучшения местного нормандского и британского скота и отбора его по жирномолочности. В 1789 году местные власти издали закон, запрещающий импорт племенного скота, и после этого порода поддерживалась в чистокровном состоянии. При разведении широко применялся инбридинг, в результате чего в породе закрепилась нежная, сухая, часто переразвитая конституция.
В 1866 году заведена племенная книга джерсейского скота, первый том которой был опубликован в 1872 году. В это время джерсейский скот получил широкую известность как высокопродуктивный, и в начале XIX века его начали вывозить в Англию и США, а позднее в Австралию, Новую Зеландию и Африку. Джерсейских быков используют в скрещивании с коровами молочных пород для повышения жирномолочности.
Порода разводится в Англии, США, Дании, Новой Зеландии, Канаде, Франции, Австралии.

### Разведение породы в России

Джерсейские коровы, Калужская область, 2018 год.

Джерсейские телята, Калужская область, 2019 год.

В Россию джерсейский скот в очень небольшом количестве завозили ещё в конце XIX столетия, однако никаких следов от завоза животных не осталось. В 1947 году в СССР завезли племенной материал из Дании в хозяйства Ленинградской, Московской, Рязанской и Новгородской областей. Джерсейских быков использовали для скрещивания с чёрно-пёстрым скотом. Помеси, полученные от такого скрещивания, имели несколько меньшую массу и удой, но повышенную жирность молока по сравнению с животными чёрно-пёстрой породы. Заметный след от использования джерсейских быков остался при создании сибирского чёрно-пёстрого скота, так как эта популяция до сих пор характеризуется более высокой жирномолочностью в сравнении с другими популяциями скота чёрно-пёстрой породы в России.
В настоящее время скот джерсейской породы разводится в России.
В настоящее время интерес к джерсейской породе снова вырос. С 2017 по 2020 год в Россию завезено 7435 голов чистопородных животных. На начало 2021 года в информационной системе зарегистрировано 17,3 тыс. голов животных джерсейской породы, в том числе 10,4 тыс. коров. 58,9 % от поголовья в стадах Воронежской области.

## Экстерьер

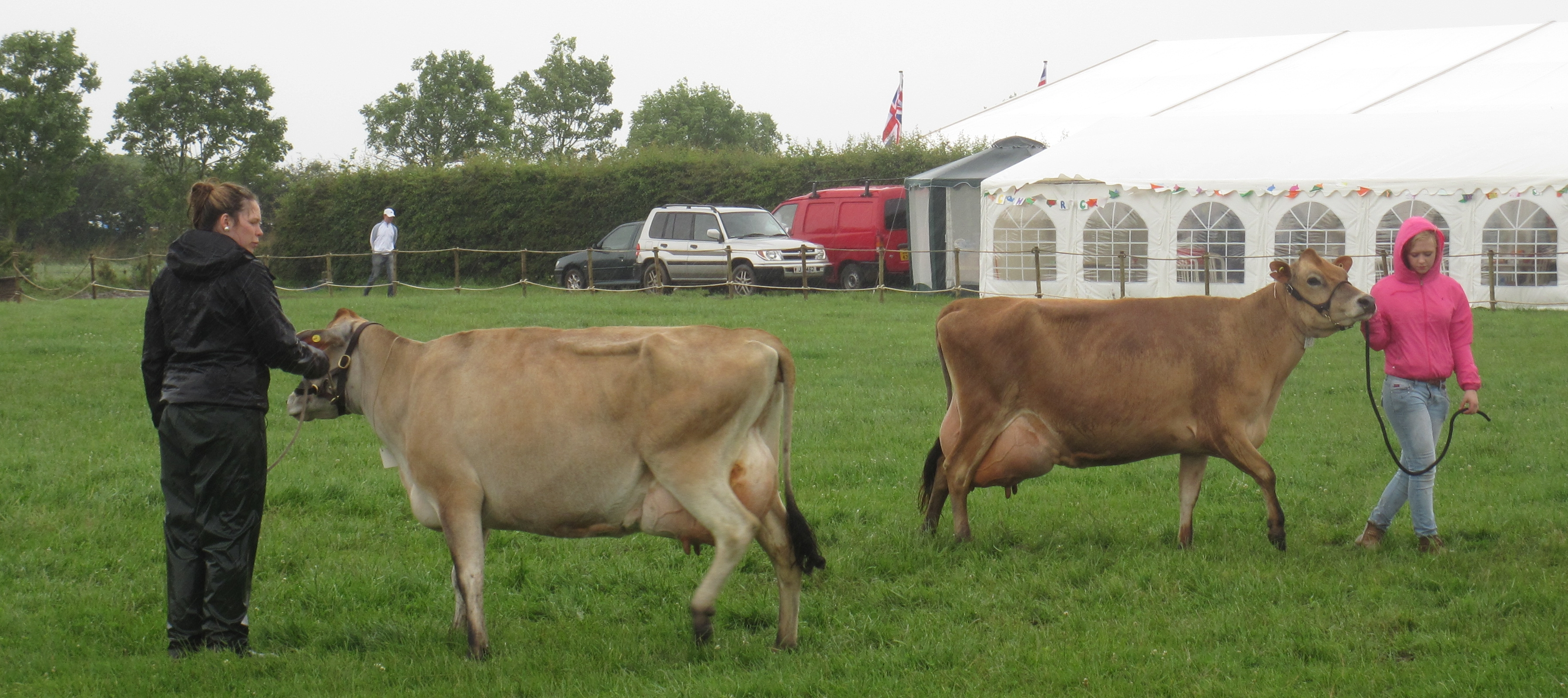
Джерсейские коровы, выставка West Show Jersey, июль 2012 год.

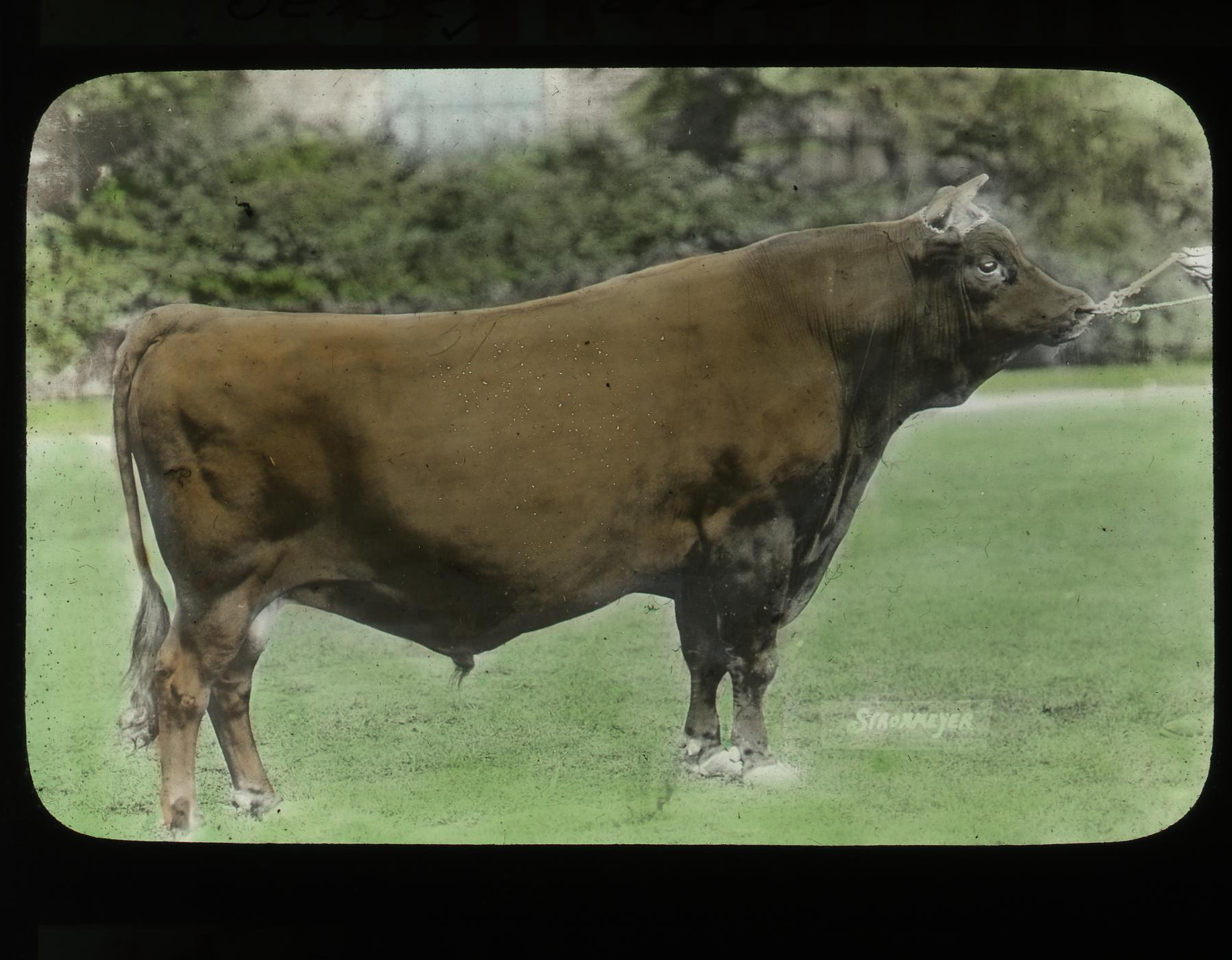
Джерсейский бык

Джерсейский скот относится к мелким породам крупного рогатого скота с высотой в холке 120 см. Масса быков 600—700 кг, коров 360—400 кг. У животных широкий вдавленный лоб, сильно развитые глазницы, короткая лицевая часть черепа; шея длинная, плоская; грудь глубокая, но узкая; холка часто острая и высокая, рёбра косо поставленные, округлые; поясница длинная; зад широкий. Масть животных рыжая, светло-бурая, встречаются животные с тёмным оттенком, а также с белыми отметинами на конечностях и нижней части туловища. Носовое зеркало тёмное, со светлым кольцом волос, на внутренней части ушной раковины и нижней части туловища волосы светлые, в пахах, на вымени и конечностях — тёмные. Джерси признана многими животноводами как одна из самых красивых пород.
Более крупные Джерсейские коровы зарегистрированы в Дании и США, более мелкие — на родине, в Англии.

## Продуктивность
В России молоко джерсейских коров широко известно среди производителей молочно-кислой продукции (ряженки, кефира, йогуртов). Высокая жирность молока (от 6 до 8 %) делает их незаменимыми для изготовления качественного и вкусного масла, сыров, сметаны. Средние надои по стране составляют около 5500 — 6500 килограмм за одну лактацию. В фермерских хозяйствах жирность молока достигает 7-8 %, с содержанием белка до 4 %. Документально зафиксированная рекордная жирность составляет 8,89 %, а надои до 14 000 кг молока.
По данным бонитировки за 2020 год, молочная продуктивность по подконтрольному поголовью джерсейской породы составила 6217 кг молока с содержанием жира 5,90 % и белка — 3,88 %.
На 2022 год ориентир продуктивности породы не хуже: 6500 кг молока, содержание жира — 5,8 %, содержание белка — 3,7 %, на основании оценки племенной ценности быков-производителей. Лучшие показатели у трех линий: Секрет Сигнал Обсервер, Гленморс 157911 и Адвангер Слиптнг Тестер.
Молоко желтоватое с крупными жировыми шариками, поэтому сливки всплывают очень быстро и образуют чёткую границу с обезжиренной фракцией. Само по себе молоко бархатистое, у него приятный запах и очень нежный вкус. Цена на молоко Джерси как правило выше, чем на молоко от коров других пород.

## Тонкости разведения
Порода отличается высокой репродуктивной характеристикой. Молодняк скороспелый, а первого теленка можно получить от матки, достигшей двухлетнего возраста. Отелы легкие, осложнений практически не происходит, и присутствие человека при этом процессе совершенно не обязательно. Молодняк рождается небольшого размера, средний вес теленка 22 кг. Коровы джерси имеют врожденный материнский инстинкт, потому сразу же должны облизать теленочка. За всю продолжительность репродуктивного периода животное приносит 10-13 новорожденных, по одному в год.
Мясные качества скота джерсейской породы низкие, потому при искусственном осеменении гораздо чаще других пород пользуются сексированным семенем, что позволяет получать дочерей высокоценных производителей. Джерсейских быков используют в скрещивании с коровами молочных пород для повышения жирномолочности.